# N5 (Kamerun)
Die N5 ist eine Fernstraße in Kamerun, die in Bonabéri an der Ausfahrt der N3 beginnt und in Bandjoun an der Zufahrt zur N4 endet. Sie ist 277 Kilometer lang.